# Волна (Костанайская область)
Волна (каз. Волна) — село в Узункольском районе Костанайской области Казахстана. Входит в состав Пресногорьковского сельского округа. Код КАТО — 396651200.

## История
В 2019 году в состав Волны включено село Гренадерка, расположенное в 2 км к северо-западу от Волны.

## Население
В 1999 году население села составляло 193 человека (91 мужчина и 102 женщины). По данным переписи 2009 года, в селе проживало 189 человек (89 мужчин и 100 женщин).